# Bruno Fernandes
Bruno Miguel Borges Fernandes conegut simplement com a Bruno Fernandes (Maia, Portugal, 8 de setembre de 1994) és un futbolista professional portuguès que juga com a migcampista al Manchester United FC de la Premier League anglesa. És internacional amb la selecció de Portugal.
Va formar-se a les categories inferiors del Boavista FC. El 2012 va fitxar pel Novara Calcio italià per a acabar de formar-se, tot i que va debutar amb el primer equip a la Serie B. El 2013 va fitxar per l'Udinese Calcio de la Serie A, equip amb el qual jugaria tres temporades, fins que al 2016 va fitxar per la Sampdoria. El 2017 va fitxar per l'Sporting CP, equip amb el qual va guanyar dues lligues i una copa de Portugal. El gener de 2020 va fitxar pel Manchester United FC.
Fernandes ha estat internacional amb la selecció de Portugal. Va disputar-hi els Jocs Olímpics de 2016 i la Copa del Món de Rússia.

## Palmarès
Sporting CP
- Taça da Liga (2): 2017-18, 2018-19
- Taça da Portugal (1): 2018-19

Manchester United FC
- Copa de la Lliga anglesa (1): 2022-23
- Copa anglesa (1): 2023-24

Selecció de Portugal
- Lliga de les Nacions de la UEFA (1): 2018-19